# Александрос Дзонис (Ератира)
 Тази статия е за гръцкия архитект, роден в 1877 година.  За гръцкия архитект, роден в 1937 година вижте Александрос Дзонис.  
Александрос Дзонис (на гръцки: Αλέξανδρος Τζώνης) е гръцки архитект, автор на много сгради в град Солун от първата половина на XX век. Работи на свободна практика и участва в изграждането на видни сгради след пожара в Солун в 1917 година, който значително променя облика на града.

## Биография
Роден е в 1877 година в кожанското село Селица, тогава в Османската империя, днес Ератира, Гърция. Завършва Цариградското училище за изящни изкуства (днес Университет за изящни изкуства „Мимар Синан“), където учи от 1896 до 1901 година. Работи на свободна практика в Цариград, а от 1924 година - в Солун. В Солун проектира предимно жилищни проекти, сред които най-забележителен е имението „Ератира“ на кръстовището на улиците „Павлос Мелас“ и „Ксевксидос“. Сред другите забележителни сгради, проектирани от Дзонис са хотел „Астория“, имението на улица „Павлос Мелас“ № 17, хотел „Палас“ и други. Неговият офис се помещава в имението „Сингер“ № 12. Умира в 1951 година.
Негов внук е видният гръцки архитект, учен, писател и изследовател Александрос Дзонис.